# Sve je bio dobar san (2016.)
Sve je bio dobar san hrvatska je dokumentarna biografska drama iz 2016. godine. Govori o Bitci za Vukovar koja se odvijala tijekom Domovinskog rata u kojoj je sudjelovao i francuski dragovoljac Jean-Michel Nicolier, čiju životnu priču film donosi kroz brojne snimke iz rata i razgovora s njegovom majkom i bratom.
Režiju i scenarij filma potpisuje Branko Ištvančić i zajedno je sa Silvijem Magdićem montažer filma. Glazbu za film napisao je Dalibor Grubačević.
Snimanje filma financisjki su potpomogli Ministarstvo hrvatskih branitelja, Zaklada Adris i Vukovarsko srijemska županija.
Film je snimiljen u koprodukciji Udruge hrvatskih branitelja i dragovoljaca Domovinskoga rata, Udruge dr. Ante Starčević - Tovarnik. i Udruge za audiovizualno stvaralaštvo Artizana. Premijerno je prikazan 17. veljače 2016. u prepunom zagrebačkom Kinu Europa.
Svoju prvo televizijsko prikazivanje film je doživio na 26. obljetnicu pada Vukovara na Hrvatskoj radioteleviziji, koja je ujedno bila i koproducent prilikom izrade filma.
U hrvatskim kinima ga je tijekom 2016. prvih mjeseci prikazivanja pogledalo više od 10.000 gledatelja, zbog čega je bio jedan od najgledanijih hrvatskih filmova te godine.

## Radnja
Potresan, intiman i dirljiv dokumentarac koji proučava događaje iz vremena početka rata u Hrvatskoj, dolazak mladog francuskog dragovoljca Jean-Michela Nicoliera u Hrvatsku, njegovu borbu, tragiku obrane grada Vukovara kao i mučeničku smrt na Ovčari, a sve kroz vizuru njegove majke Lyliane Fournier. Ona u filmu traga za informacijama kako bi došla do posmrtnih ostataka svojeg sina. 
Dokumentarni film proučava događaje iz vremena početka rata u Hrvatskoj, dolazak mladog francuskog dragovoljca Jean-Michela Nicoliera u Hrvatsku, njegovu borbu, tragiku obrane grada Vukovara kao i mučeničku smrt na Ovčari, a sve kroz osobne doživljaje, sjećanja i poglede njegove majke Lyliane Fournier, koja u filmu traga za informacijama kako bi došla do posmrtnih ostataka svog sina te ga dostojno pokopala.
Neutješna, ali ponosna majka prisjeća se svog sina i njegove mladosti i pokušava otkriti razloge zbog kojih je otišao iz rodnog Vesoula na hrvatsko ratište. Sa svojim drugim sinom Paulom odlazi u Vukovar u potragu za istinom o posljednjim danima života njezina sina kojeg su tzv. JNA i srpske paravojne jedinice izvukle iz hangara na Ovčari i pogubile.
U filmu se pojavljuje očevidac mučenja Dragutin Berghofer - Beli, pukovnik Ivan Grujić koji forenzički analizira posmrtne ostatke nepoznatih osoba ubijenih za vrijeme Domovinskoga rata, Josip Račić koji je s Jean-Michelom ležao u razorenoj vukovarskoj bolnici, doktorica Vesna Bosanac, tadašnja ravnateljica bolnice i drugi.

## Nagrade
Film je bio apsoultni pobjednik sedmoga izdanja Festvala hrvatskog katoličkog filma u Trsatu, gdje je osvojio tri nagrade: Grand Pix za najbolji film festivala, nagradu za najbolju režiju (Branko Ištvančić) i nagradu za najbolju glazbu (Dalibor Grubačević). Festivalski žiri je Banka Ištvančića proglasio i najboljim redateljem, jer je uspješno prenio razmišljanja Jean-Michaela Nicoliera i pratio njegov dolazak, tragiku ljudske humanosti i srpska zvjerstva u Vukovaru te mučeničku smrt toga mladića na Ovčari. U obrazloženju žirija stoji kako je Branko Ištvančić sa svojim suradnicima ostvario film na najvišoj umjetničkoj razini uspostavljajući tako visoki kriterij za buduće filmove na slične teme. Branko Ištvančić nije ovim filmom samo potvrdio svoj status jednog od najboljih hrvatskih suvremenih dokumentarista, već je napravio značajni iskorak naprijed. Slobodno se može reći da je ovo do sada njegov najbolji dokumentarac u kojem je iskazao svoje autorsko sazrijevanje. Ovaj film sjaji kao zvijezda vodilja koju treba sljediti u budućim filmskim ostvarenjima na teme vezane za Domovinski rat.
Film je bio među deset finalista za" URTI Grand Prix for Author’s Documentary", uglednu nagradu za dokumentarne filmove u Francuskoj, a u Grčkoj je dobio nagradu za najbolji dokumentarni film na festivalu "Beyond the Borders". Film je bio uvršten u izbor jednoga od najvećih festivala za dokumentarne filmove IDFA u Amsterdamu u program "Docs for Sale".
Dobitnik je nagrade FEDEORA za najbolji hrvatski dokumentarni film, kojh mu je u srpnju 2017. dodijelio peteročlano stručno ocjenjivačko povjerenstvo sastavljeno od članove Udruženja filmskih kritičara Europe i Mediterana (FEDEORA-e) sa sjedištem u Cannesu.
Proglašen je najboljim dokumentarnim filmom na 7. Festivalu dokumentarnog filma u Slavonskom Brodu (Festival Novih).